# Лесото
Лесо́то (сесото и англ. Lesotho), официальное название — Короле́вство Лесо́то (сесото Muso oa Lesotho, англ. Kingdom of Lesotho) — государство-анклав в Южной Африке, полностью окружённое территорией Южно-Африканской Республики. Также Лесото — это единственная в мире страна, вся территория которой находится выше 1400 м над уровнем моря. 
Столица — город Масеру. Официальные языки — сесото и английский. 
Площадь — 30 355 км² (137-е место). Численность населения — 2 238 175 чел. (146-е место). Плотность населения — 66,5 чел./км².

## Этимология
В колониальный период страна была протекторатом Великобритании под названием Басутоленд — «страна басуто», от этнонима «басуто» и
англ. land — «страна». Этноним «басуто», в свою очередь, образован от основы -суто (-сото) и префикса ба-. После провозглашения независимости в 1966 году государство приняло название «Лесото», образованное от основы того же этнонима -суто (-сото).

## Физико-географическая характеристика

### Географическое положение
Лесото расположено в Южной Африке между 28 и 31° южной широты и между 27 и 30° восточной долготы. Его территория полностью окружена территорией  ЮАР (таким образом Лесото наряду с Ватиканом и Сан-Марино является одним из трёх независимых государств в мире, окружённых территорией только одной страны). На востоке Лесото граничит с провинцией Квазулу-Натал, на юге — с Восточно-Капской провинцией, на западе и севере — с провинцией Фри-Стейт. Общая протяжённость государственной границы составляет 909 км.
Протяжённость страны в направлении с северо-востока на юго-запад составляет 248 км, с юго-востока на северо-запад 181 км. Территория страны составляет 30 355 км², из которых лишь незначительная часть приходится на водную поверхность. Страна не имеет выхода к морю, ближайший порт расположен в Дурбане, ЮАР.

### Климат
Климат страны обусловлен её высотным положением, поэтому Атлантический и Индийский океаны оказывают на него незначительные воздействия, и Лесото находится под воздействием субтропической зоны высокого давления, в связи с чем в циркуляции преобладают антициклоны. Климат Лесото сравнительно холодный — хотя летом в январе-феврале в Масеру и долинах температура достигает 30 °C, зимы бывают морозными, и температуры варьируются от −7 °C в равнинных районах до −18 °C в горных. Между маем и сентябрём горные районы покрываются снегом. В среднем начало и конец заморозков варьируются: с 16 февраля до 19 ноября — в высокогорье, c 18 мая до 6 сентября — в более низких местностях. Средний период заморозков составляет от 111 суток на равнине и до 276 суток в высокогорье.
Количество осадков сильно варьируется в зависимости от высоты местности и составляет от 500 до 1200 мм. Основное количество осадков выпадает в тёплый период года с октября по апрель, максимальное — с декабря по февраль, когда ежемесячное количество осадков составляет 100 мм. Наименьшее количество осадков наблюдается зимой в июне и составляет менее 15 мм. Средняя месячная испаряемость составляет 60—70 мм в июне-июле и 175—225 мм в декабре-январе, средняя годовая испаряемость составляет от 1400 мм в горных местностях до 1600 на равнинах. В целом испаряемость превышает количество осадков.
Средняя месячная скорость ветра составляет 1,4 м/с в октябре и 8 м/с в августе, направление ветра в основном меняется от 200° до 300°. Во время летних гроз скорость ветра может достигать 20 м/с. Средняя годовая продолжительность солнечного сияния составляет 3211 ч на равнинах.

### Рельеф
Самая низкая точка Лесото расположена в районе слияния рек Оранжевой и Макхаленг (1400 м), самой высокой точкой является гора Тхабана-Нтленьяна (3482 м). Из-за большой высоты страну часто называют «королевство в небесах». Страна может быть поделена на три зоны в зависимости от высоты: плато высотой около 1500 м в форме узкой полосы на западе страны (по территории составляет 5200 км² или 17 % территории страны), предгорья высотой 2000—2300 м (15 % территории страны) и высокогорье на востоке страны. Драконовы горы образуют восточную и юго-восточную границы страны.
В стратиграфо-литологическом разрезе Северного Лесото сверху вниз представлены: почти горизонтально залегающие глинистые сланцы, аргиллиты (в Верхне-Бофортских слоях и слоях Молтено), красноцветные отложения (в слоях Ред-Бедз) и песчаники Кейв, обнажающиеся на западе страны в её низменной части и перекрывающиеся в горах на востоке пластами толеитовых базальтовых лав (в слоях Дракенсберг) мощностью до 1600 м. Осадочные породы и нижние горизонты лав рассечены многочисленными подводящими дайками и силлами долеритового состава, а также серией агломератовых некков, фиксирующихся и в верхних горизонтах лав. Этот разрез пород платформенного чехла триасо-юрского периода соответствует верхней части формации Карру (пермь-юра), которая залегает с резким угловым и стратиграфическим несогласием на докембрийском кристаллическом фундаменте. Повсеместно кимберлиты мелового возраста, которые являются наиболее молодыми магматическими образованиями, прорывают породы формации Карру. В равнинных участках распространены глины, алевриты и галечники четвертичного возраста.

### Полезные ископаемые
Две алмазоносные трубки Лесото — Летсенг-ла-терае и Као — входят в десятку крупнейших в мире, в первой из них найдены крупные ювелирные алмазы высшего качества. Всего на территории страны обнаружены 17 кимберлитовых трубок, 21 дайкоподобное тело и свыше 200 даек кимберлитового состава. Большинство кимберлитовых даек — мощностью до 1 м, а дайкоподобных тел — от 8 до 35 м; диаметр мелких кимберлитовых трубок, включая и сателлитные (побочные), составляет 70—200 м, а крупных — 200—500 м.
Кимберлитовая трубка Летсенг-ла-терае состоит из главной и сателлитной и расположена на высоте 3100 м над уровнем моря. Главная трубка была обнаружена в 1957 году при картировании поверхности, она представляет собой эллиптическое тело площадью 15,9 га (размеры 540×350 м).

### Флора и фауна
В Лесото редко встречаются деревья, наиболее распространена травянистая растительность. В высокогорье скудная растительность сменяется субальпийскими лугами. Эндемичным и национальным цветком Лесото является спиральное алоэ (лат. Aloe Polyphylla, сесото Kharetsana).
Небольшой размер страны, большая высота поверхности и ограниченный диапазон сред обитания определяют скудность фауны. В небольшом количестве в Драконовых горах обнаружены исчезающие виды птиц — лысый ибис и африканский ягнятник, также встречаются Скальный канюк, чёрный орёл, земляной дятел и другие. В стране зафиксированы 33 вида млекопитающих, в том числе — бабуин, антилопа канна, сурикат, мангуст, эндемичная ледяная крыса. Также в стране зафиксированы 41 вид пресмыкающихся, 6 видов земноводных и 2 вида рыб (в том числе эндемичный пескарь Малоти).
Для защиты биоразнообразия в 1969 году в восточной части гор Малоти был создан национальный парк Сехлабатебе.

## История
Раннее население Лесото состояло из собирателей и охотников, говоривших на койсанских языках. Пришедшие с севера в XVII веке племена банту вытеснили коренное население в пустыню Калахари.
В 1820—1830-х годах на территории Лесото укреплялась власть вождя Мошвешве I из династии Сиисо (правящей и по сей день), под чью защиту стекались те из сото, кто бежал от растущей мощи зулусов во главе с Чакой в ходе так называемого Мфекане.
В конце 1830-х годов начались столкновения суто с бурскими переселенцами. В 1842 году Мошешве I обратился к британским властям с просьбой о защите. В результате в октябре 1843 года губернатор Капской колонии подписал соглашение, по которому Мошешве I признавался «другом и союзником» англичан.
В 1848 году Лесото стало британским протекторатом с названием Басутоленд (от сесото basotho (читается примерно как [basʉtʰʉ]) — «народ сото»). В 1852 году армия Мошешве I внезапно изгнала военные посты англичан, и соглашение 1848 года о протекторате было аннулировано англичанами.
В 1865 году буры начали войну против сото и завоевали почти все их земли. Власти Капской колонии согласились оказать военную помощь Лесото, и в 1868 году Басутоленд вновь стал протекторатом.
С 11 августа 1871 года по 18 марта 1884 года Лесото было присоединено к британской Капской колонии. 18 марта 1884 года Басутоленд снова получил статус протектората.
30 апреля 1965 года Басутоленд получил автономию, а 4 октября 1966 года — независимость под названием Королевство Лесото.
В январе 1970 года правящая Национальная партия басото (BNP) проиграла выборы. Премьер-министр Леабуа Джонатан отказался передать власть победившей Партии Конгресса басото (BCP), присвоил себе статус «Тоно-кхоло» (на языке сесото примерно обозначает премьер-министра) и арестовал руководителей BCP.
BCP тут же стала готовить сопротивление. Была организована Армия Освобождения Лесото (LLA), которая проходила обучение в Ливии, помощь оказывала также Танзания и маоистские организации.
В 1978 году разгорелась партизанская война. В 1980 году лидер BCP Нцу Мокхехле перешёл на сторону южноафриканского режима апартеида. В 1980 году правительство провело массовые репрессии против сторонников BCP.
Партия BNP правила до января 1986 года, пока не была смещена во время военного переворота. Военный министр передал власть королю Мошвешве II, который играл до этого лишь церемониальную роль, исключительные полномочия. В 1987 году в результате конфликта с армией король бежал из страны, и новым королём был провозглашён его сын Летсие III.
Следующий военный переворот произошёл в 1991 году, когда глава военной хунты Джастин Лекханья был отстранён, и к власти пришёл генерал Элиас Писвана-Рамаэма, который держал власть до демократических выборов в 1993 году, на которых победила BCP. Бывший король Мошвешве II смог вернуться из ссылки в качестве обычного гражданина. Король Летсие III пытался убедить правительство назначить своего отца Мошвешве II главой государства, но то отклонило притязания.
В августе 1994 года король Летсие III при поддержке военных совершил переворот и отстранил правительство BCP от власти. Новое правительство не получило международного признания. Страны — члены Сообщество развития стран Южной Африки (SADC) провели переговоры и добились возврата правительства BCP при условии, что король-отец возглавит страну. Спустя четыре недели партия BCP вернулась к власти, а Мошвешве II вернулся на трон в 1995 году (в 1996 году он погиб в автомобильной катастрофе, и трон вернулся к его сыну Летсие III). В 1997 году партия BCP раскололась.
В 1997 году премьер-министр Нцу Мокхехле создал новую партию «Конгресс за демократию в Лесото» (LCD), его поддержал парламент, и он сформировал новое правительство. LCD победил на выборах в 1998 году, партию возглавил Пакалита Мосисили. Хотя выборы проходили под международным наблюдением и были объявлены легитимными, оппозиция отказалась их признать.
В августе 1998 года оппозиция стала выступать с массовыми протестами и демонстрациями, возникли столкновения, подробности которых не совсем ясны, и освещение которых вызывает много споров даже в ЮАР. В сентябре международные силы SADC приняли решение штурмовать столицу. Войска Ботсваны были приняты населением доброжелательно, но присутствие войск ЮАР вызывало недовольство, и разгорелись бои. Конфликт усугубился, когда южноафриканские войска подняли над королевским дворцом флаг ЮАР. В 1999 году международные силы SADC покинули страну, оставив Масеру в развалинах; разрушению подверглись и другие города. В боях погибло немало солдат ЮАР и Лесото.
В мае 2002 года в стране были проведены новые выборы по усовершенствованной системе, предполагающей пропорциональную систему выборов с участием оппозиции в Ассамблее. Партия LCD снова победила, собрав 54 % голосов, однако оппозиционные партии тоже получили места в Ассамблее. Это были первые выборы в Лесото, которые прошли почти без инцидентов.
В настоящее время правительство пытается стабилизировать обстановку и политическую структуру страны, опираясь на иностранный опыт. Премьер-министр Пакалита Мосисили принял программу борьбы со СПИДом, от которого страдает значительная часть населения.

## Политическое устройство
На флаге страны и на автомобильных номерных знаках изображён национальный головной убор народа басуто — соломенная шляпа мокоротло.

### Государственный строй
Согласно действующей конституции 1993 года Лесото является парламентарной монархией, монархом и главой государства является король из династии Сиисо. В случаях, если король не достиг возраста совершеннолетия, находится вне территории страны или не может управлять страной по причине болезни, страной управляет регент. Король выполняет в основном церемониальные функции, он является «живым символом национального единства» без исполнительных или законодательных функций, по традиции коллегия вождей определяет, кто будет наследником, кто будет регентом в случае необходимости, а также может сместить монарха.

### Исполнительная власть
Согласно конституции король назначает премьер-министром члена Национальной Ассамблеи (нижней палаты парламента), который является лидером политической партии или коалиции, имеющей большинство членов Национальной Ассамблеи.

### Законодательная власть
Двухпалатный парламент Лесото состоит из верхней палаты — Сената и нижней — Национального собрания Сенат состоит из 33 членов, из которых 22 — верховные вожди племён или назначенных ими лиц, а 11 — назначаются королём по представлению государственного совета.

## Политические партии
Партия «Конгресс за демократию в Лесото» (LCD) имеет большинство мест (61 из 120) в Национальной Ассамблее, кроме того, в Конгрессе представлены ещё девять партий.

## Вооружённые силы
Заявленная политика Лесото — сохранение своего суверенитета и внутренней безопасности, внешняя безопасность фактически обеспечивается Южно-Африканской Республикой.
Вооружённые силы насчитывают около 2000 человек.

## Внешняя политика
Лесото является членом Организации Объединённых Наций с 17 октября 1966 года, страна участвует в Экономической комиссии для Африки и всех нерегиональных специализированных агентствах кроме МАГАТЭ и Международной морской организации. Лесото является также членом Содружества наций, Африканского банка развития, G-77, Африканского союза. Лесото с 31 мая 1995 года является членом Всемирной торговой организации. Несмотря на отсутствие выхода к морю, страна подписала Конвенцию ООН по морскому праву.

## Административное деление
Лесото разделено на 10 округов, каждый из которых имеет свою столицу, или кэмптаун (camptown). Округа Лесото:
| № на карте | Район       | Адм. центр  | Площадь, км² | Население, чел. (2006) | Плотность, чел./км² |
| ---------- | ----------- | ----------- | ------------ | ---------------------- | ------------------- |
| 1          | Берья       | Теятеяненг  | 2222         | 250 006                | 112,51              |
| 2          | Бута-Буте   | Бута-Буте   | 1767         | 110 320                | 62,43               |
| 3          | Лерибе      | Хлоце       | 2828         | 293 369                | 103,74              |
| 4          | Мафетенг    | Мафетенг    | 2119         | 192 621                | 90,90               |
| 5          | Масеру      | Масеру      | 4279         | 431 998                | 100,96              |
| 6          | Мохалес-Хук | Мохалес-Хук | 3530         | 176 928                | 50,12               |
| 7          | Мокотлонг   | Мокотлонг   | 4075         | 97 713                 | 23,98               |
| 8          | Цгачас-Нек  | Цгачас-Нек  | 2349         | 69 749                 | 29,69               |
| 9          | Цгутинг     | Цгутинг     | 2916         | 124 048                | 42,54               |
| 10         | Таба-Цека   | Таба-Цека   | 4270         | 129 881                | 30,42               |
|            | Всего       |             | 30 355       | 1 876 633              | 61,82               |

До 11 апреля 2004 года районы подразделялись на варды (сесото ward).

## Население

### Демографические данные
Численность населения — 2,0 млн (перепись 2016 года).
Годовой прирост — 0,28 % (высокая смертность — младенческая и от СПИДа, эмиграция из страны).
Рождаемость — 27,2 на 1000 (фертильность — 3,2 рождения на женщину).
Смертность — 15,7 на 1000.
Эмиграция — 8,7 на 1000.
Заражённость вирусом иммунодефицита (ВИЧ) — 23,2 % (3-е место в мире по уровню).
Ожидаемая продолжительность жизни — 56 лет.
Городское население — 31,7 %.
Этнический состав — сото 99,7 %, европейцы и азиаты 0,3 %.
Языки — сесото и английский (официальные).
Грамотность — 86,2 % населения (2016 год).
Религии — христиане 80 %, аборигенные культы 20 %.
Лесото — один из центров трудовой эмиграции (главным образом в соседнюю ЮАР) на континенте.

### Религия
Более 70 % населения страны исповедуют христианство. Большая часть христиан — католики, протестанты представлены реформатами, англиканами, адвентистами, Ассамблеями Бога, методистами.

### Языки
Государственными языками Лесото являются сесото и английский. Также местное население пользуется языками зулу (248 тыс. носителей в основном в районе Бута-Буте), пхути (43 тыс. носителей), коса (18 тыс. носителей в долине Себапала, долине Теле).

### ВИЧ
По последним оценкам уровень заражения ВИЧ в Лесото достигает 29 %, и по прогнозам ООН он возрастёт за 15 лет до 36 %, что приведёт к резкому сокращению продолжительности жизни. В 2001 продолжительность жизни составляла 48 лет для мужчин и 56 для женщин. По последним статистическим данным ожидаемая продолжительность жизни упала до 37 лет.
Хотя правительство осознало опасность и стало принимать меры ещё в 1999, успех можно признать весьма ограниченным.
С июня 2006 началась программа тестирования всего населения Clinton Foundation, программу поддержали Билл Клинтон и Билл Гейтс.

## Экономика
Лесото экспортирует воду и электричество в ЮАР, распространены мануфактура, сельское хозяйство. Многие жители Лесото работают в ЮАР.
В Лесото имеется отделение фирмы Levi's по производству джинсов. Экономика Лесото интегрирована с экономикой ЮАР. Распространена сезонная работа по 3—9 месяцев в году на шахтах в ЮАР. Более половины населения живут сельским хозяйством.
Лесото получает экономическую помощь, которую оказывают, в частности, США, Всемирный банк, Ирландия, Великобритания, Европейский союз, Германия.
Короткий участок железной дороги соединяет Лесото с ЮАР.
Страны Южноафриканского таможенного союза (SACU) — Ботсвана, Намибия, ЮАР, Эсватини, Лесото — объединены в единый рынок, при этом все эти страны, кроме Ботсваны, обладают единой валютой.
Объём внешней торговли за 2019 год 1,1 млрд долл. по экспорту (главным образом Алмазы (41,9 %) и текстильная продукция (48 %)); 1,53 млрд долл. по импорту (топливо, химикаты, сырьё и полуфабрикаты для лёгкой промышленности, продовольствие, машины и оборудование). Главный внешнеторговый партнёр — ЮАР (на которого приходится до 85 % импорта и ок. 25 % экспорта)
Входит в международную организацию стран АКТ.

## Спорт
Лесото участвует в летних Олимпийских играх с 1972 года в основном в соревнованиях по лёгкой атлетике (команда пропустила игры 1976 года), за время своего участия спортсмены Лесото не завоевали ни одной олимпийской медали.
Футбольная ассоциация Лесото была основана в 1932 году, член ФИФА с 1964 года. За всю свою историю сборная Лесото по футболу ни разу не проходила квалификацию ни чемпионата мира, ни Кубка африканских наций.
Под влиянием ЮАР в стране развивается также и регби, однако из-за небольшого финансирования развитие идёт крайне медленно.

## Социальная сфера

### Образование
Согласно последним оценкам, в Лесото 65 % населения 15 лет и старше является грамотным. Таким образом, Лесото имеет один из самых высоких уровней грамотности в Африке, отчасти потому, что Лесото инвестирует более 12 % своего ВВП в образование. В отличие от большинства стран, в Лесото грамотность среди женщин (64,5 %) выше, чем среди мужчин.
В населённом пункте Рома в 34 км от столицы расположен Национальный университет Лесото.

### Здравоохранение
Детская смертность находится на уровне около 16,3 %. Обеспеченность врачами: 5 врачей на 100 000 человек. Средняя продолжительность жизни в 2014 году составляла 49,7 лет.

## СМИ
Государственная телерадиокомпания — LBC (Lesotho Broadcasting Corporation — «Лесотская радиовещательная корпорация»), включает в себя телеканал Lesotho Television, радиостанции Radio Lesotho и Ultimate Radio. Также популярностью пользуется телеканал M-net Lesoto.

## Известные жители и уроженцы
- Жерар, Иосиф (1831—1914) — католический священник, миссионер.